# Giovanni Botero
Giovanni Botero (Bene Vagienna, 1533 - Torí, 27 de juny de 1617) fou un polític, economista i sacerdot italià. Enemic de Maquiavel, va ser precursor de Th R. Malthus (Assaig sobre el principi de la població). La seva obra més important és De les causes de la grandesa i magnificència de les ciutats 1588. Pertanyent al grup mercantilista italià, va escriure el 1589 De la raó d'Estat.